# Упадли
Упадли (пол. Upadły) — село в Польщі, у гміні Ґольчево Каменського повіту Західнопоморського воєводства.
Населення — 195 осіб (2011).
У 1975-1998 роках село належало до Щецинського воєводства.

## Демографія
Демографічна структура станом на 31 березня 2011 року:
|          | Загалом | Допрацездатний вік | Працездатний вік | Постпрацездатний вік |
| -------- | ------- | ------------------ | ---------------- | -------------------- |
| Чоловіки | 103     | 28                 | 71               | 4                    |
| Жінки    | 92      | 18                 | 54               | 20                   |
| Разом    | 195     | 46                 | 125              | 24                   |